# Synagoge (Švėkšna)

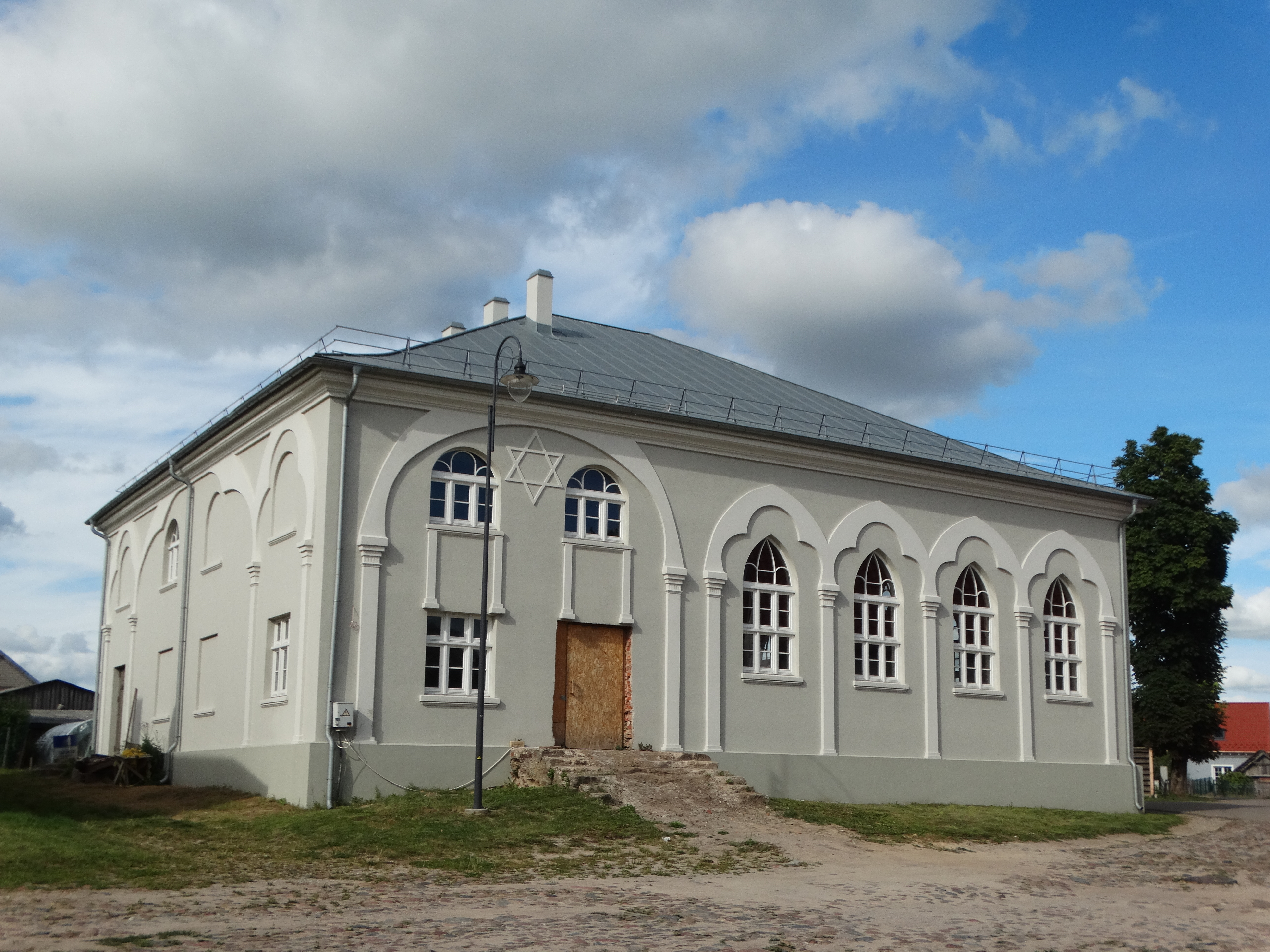
Synagoge in Švėkšna (2022)

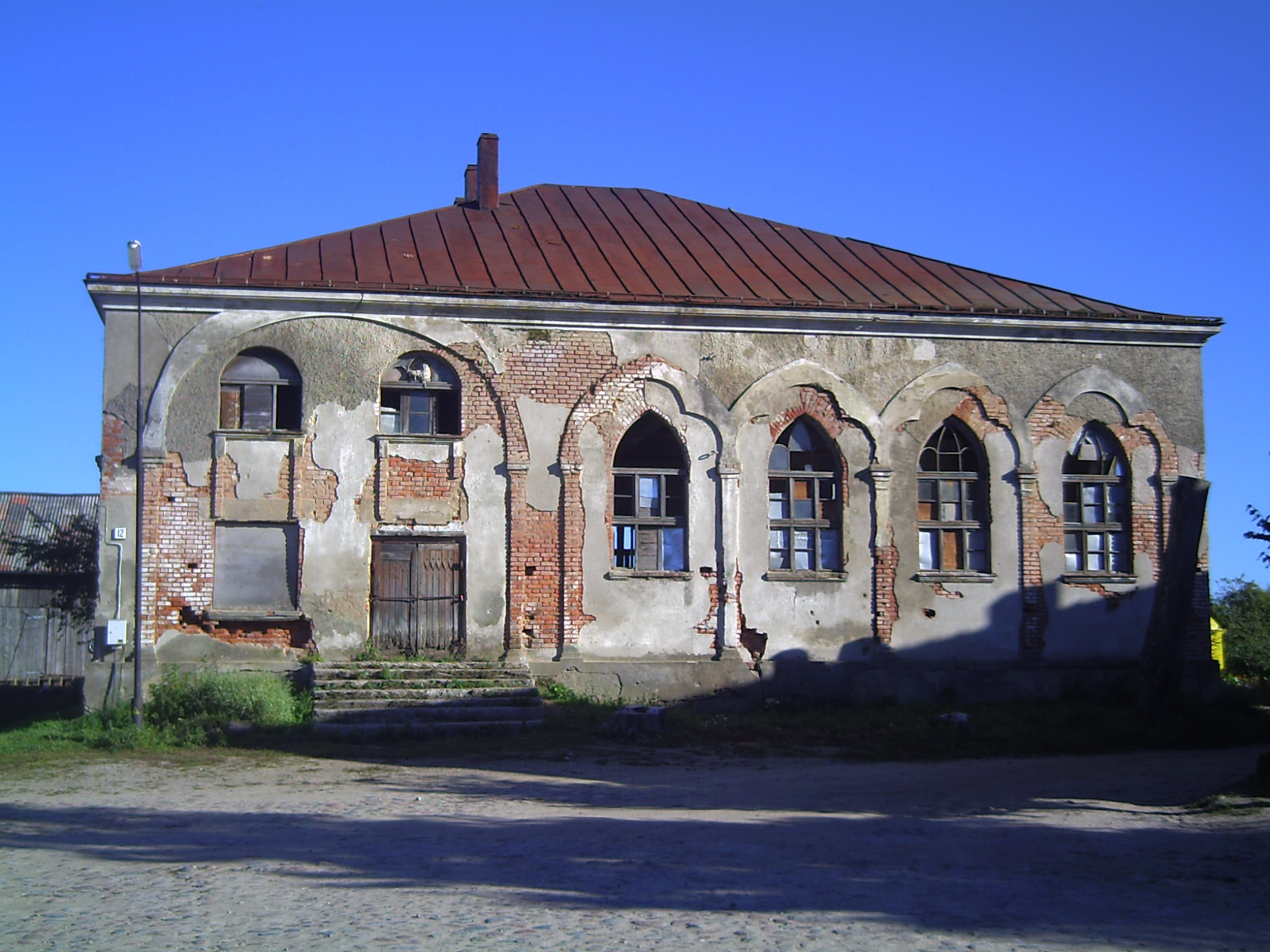
Synagoge in Švėkšna vor der Renovierung (2005)

Die Synagoge in Švėkšna, einer Stadt in der Rajongemeinde Šilutė in Litauen, wurde 1928 errichtet und 1936 umgebaut. Das Gebäude aus verputztem Ziegelmauerwerk stand lange leer und verfiel, wurde aber in den letzten Jahren (Stand 2020) renoviert.

## Geschichte
Juden siedelten in Švėkšna seit Mitte des 17. Jahrhunderts. Eine erste Synagoge ist aus dem frühen 18. Jahrhundert bekannt. Eine (vermutlich hölzerne) Synagoge wurde zu Beginn der 1880er Jahre gebaut. Diese fiel einem Feuer 1903 zum Opfer. Ein großes Feuer 1925 vernichtete das gesamte Stadtzentrum und darunter auch die damalige Synagoge. Die danach neu erbaute Synagoge wurde 1928 fertiggestellt. Nur wenige Jahre später, vor 1936, kam es zu größeren Umbauten, bei denen das Dach tiefergelegt wurde.
Nach dem deutschen Überfall auf die Sowjetunion wurden am 27. Juni 1941 die meisten jüdischen Männer im Frauengebetsraum der Synagoge eingesperrt. Sie mussten Torarollen und religiöse Bücher verbrennen. Am nächsten Tag wurde ein Teil in das Arbeitslager Heydekrug (Šilutė) gebracht und der Rest in das Getto im Ort. Dieses wurde am 22. September 1941 aufgelöst und die Insassen in einem 6 km entfernten Wald ermordet.
Nach dem Krieg diente das Gebäude zunächst als Kulturhaus, später war es Lager und Sporthalle, stand danach viele Jahre leer und verfiel. In den letzten Jahren wurde es renoviert (Stand 2020).

## Architektur
Das rechteckige Gebäude ist mit einem Walmdach bedeckt. Im Westen hat es zwei Stockwerke; im Osten erstreckt sich der Gebetsraum der Männer über die ganze Gebäudehöhe. Im Westen sind das Vestibül, weitere Räume sowie die Treppe zum Frauengebetsraum im ersten Stock.
Die achteckige Bima in der Raummitte und der Toraschrein an der Ostwand sind nicht mehr vorhanden; eine Nische für den Toraschrein wurde nach dem Zweiten Weltkrieg zu einer Tür herausgebrochen.
Die Struktur im Inneren ist von außen durch die Befensterung klar zu erkennen. Der Hauptraum hatte im Süden, Osten und Norden je vier hohe Spitzbogenfenster. Der Gebäudeteil im Westen hatte für die obere Etage Fenster mit Rundbogen und unten rechteckige, Der Haupteingang war im Westen der Südseite.
Die Wände sind durch Pilaster zwischen den Fenstern, die durch Dreipassbögen verbunden sind, strukturiert, Vor dem Umbau zwischen 1928 und 1936 hatte auch das größere Feld mit dem Haupteingang diese Form; durch die Verringerung der Wandhöhe wurde dieser Bogen zu einem Rundbogen. Hier befand sich bis zum Krieg ein Davidstern zwischen den Fenstern. Bei der kürzlich erfolgten Renovierung wurde er wieder angebracht.